# Vlag van Nepal

Vlag van Nepal (Ratio ≈ 1:1.21901033…)

De nationale vlag van Nepal is een vereenvoudigde combinatie van twee wimpels met symbolen die staan voor de verschillende takken van de vorige heersers, de Rana-dynastie.
De vlag werd officieel goedgekeurd na de vorming van een nieuwe constitutionele overheid op 16 december 1962. De individuele wimpels waren de daaraan voorafgaande twee eeuwen al in gebruik en de dubbele wimpel sinds de 19e eeuw.
De blauwe grens duidt vrede aan en de karmozijnrode kleur is de nationale kleur van Nepal. De twee koninklijke symbolen vertegenwoordigen de hoop dat Nepal zal blijven voortbestaan zolang de maan en de zon zullen schijnen.
Een precieze beschrijving van de Nepalese vlag werd in de grondwet opgenomen van het Koninkrijk Nepal. Artikel 5, bijlage 1 van de voormalige grondwet van het Koninkrijk Nepal, aangenomen op 9 november 1990. Schedule 1 van de grondwet van Nepal, aangenomen op 20 september 2015, beschrijft een specifieke methode voor het maken van de nationale vlag van Nepal.
Wanneer de vlag geconstrueerd is volgens de genoemde geometrische constructiewet, is de verhouding tussen de hoogte van de vlag en de langste breedte een irrationaal getal:
{\displaystyle 1:{\frac {6136891429688-306253616715{\sqrt {2}}-{\sqrt {118-48{\sqrt {2}}}}\left(934861968+20332617192{\sqrt {2}}\right)}{4506606337686}}\approx 1:1.21901033\ldots }
Deze verhouding is de kleinste wortel van de kwartische polynoom en ontstaat door de toevoeging van de blauwe rand na de constructie van het rode veld. De begrenzende rechthoek van alleen het rode veld heeft de rationele aspectratio 3:4 (=1:1.333...).
{\displaystyle 243356742235044r^{4}-1325568548812608r^{3}+2700899847521244r^{2}-2439951444086880r+824634725389225,}

## Geschiedenis

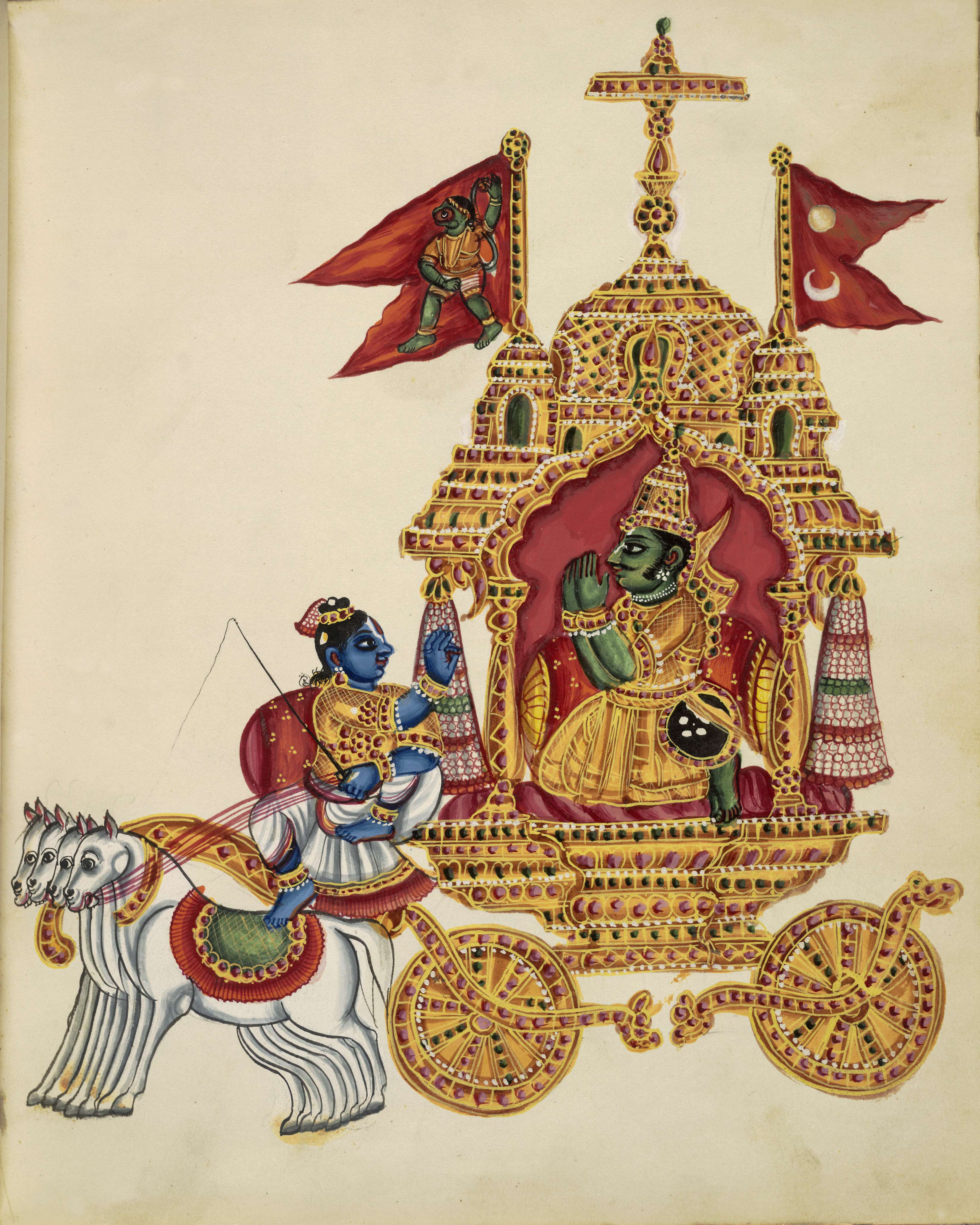
Een vergelijkbare (rechts) vlag gebruikt in de Mahabharata; wagen met Krishna en Arjoena tijdens de Bharata-oorlog; van oudsher waren de Nepalese vorsten hindoeïstisch en werden ze beschouwd als de reïncarnatie van Heer Vishnu.

Historisch gezien waren driehoekige vlaggen in Zuid-Azië heel gebruikelijk, omdat ze compact van formaat waren zodat de vlag zelfs bij de minste wind oprolde en dus over grote afstanden zichtbaar was. De sporen van driehoekige vlaggen zijn terug te vinden in het hindoeïsme. De geschiedenis van de vlag is vaag en er zijn geen specifieke verslagen over de maker ervan. Nepal heeft in het verleden zowel vierhoekige vlaggen als niet-kwadrilaterale vlaggen gebruikt.
De vlaggen van bijna alle staten in Zuid-Azië waren ooit driehoekig. Een Frans boek over Nepal uit 1928 toont een dubbele wimpelvlag met een groene rand in plaats van de moderne blauwe. Er zijn andere vormen van wimpelvlaggen, die meestal worden gebruikt in hindoeïstische en boeddhistische tempels in Nepal. In veel verslagen wordt de creatie van de dubbele wimpel gedateerd aan koning Prithvi Narayan Shah. De vlag van het oude Gorkha koninkrijk begon als een enkel driehoekig oorlogsvaandel van de Shah koningen met een rode kleur en met verschillende godheden en andere symbolen als symbolen in de vlag. Nadat Prithvi Narayan Shah alle kleine vorstendommen van Nepal verenigde, werd de vlag met dubbele penning de standaardvlag. Volgens sommige historici veranderde de Rana heerser Jung Bahadur de zon- en maansymbolen in gezichten van de zon en de maan, waarmee hij de koningen symboliseerde als de Rajputs van de Lunar dynastie en de Rana zelf als de Rajputs van de Solar dynastie. Nepal heeft gewoon zijn oude traditie behouden, terwijl alle andere staten een rechthoekige of vierkante versie in de Europese vexillologische traditie hebben overgenomen.
De huidige vlag van Nepal werd aangenomen onder de Nepalese grondwet die op 16 december 1962 werd aangenomen. De moderne vlag lijkt een combinatie te zijn van de vlag van het oude koninkrijk Mustang en de huidige vlag die werd gebruikt door het voormalige koninkrijk Gorkha. De kleurverlopen zijn overgenomen van het Mustang Koninkrijk. Vóór 1962 hadden beide symbolen op de vlag, de zon en de maan, menselijke gezichten. De grondwet wijdde een hele sectie aan de precieze grootte en vorm van de vlag, omdat mensen hem verkeerd tekenden. Deze sectie is zelfs vandaag de dag nog van kracht, ook al zijn er in die periode meerdere grondwetten in het land ingevoerd.
In mei 2008, tijdens het opstellen van de nieuwe grondwet, eisten verschillende politieke partijen wijzigingen in het ontwerp van de vlag omdat deze het hindoeïsme en de monarchie symboliseerde, maar dit voorstel werd verworpen.
|  | Vexillologisch symbool voor een buiten gebruik gestelde vlag | Vexillologisch symbool voor een buiten gebruik gestelde vlag | Vexillologisch symbool voor een buiten gebruik gestelde vlag |

## Trivia
Nepal is het enige land in de wereld waarvan de vlag niet rechthoekig of vierkant is.